# Piotr Alencynowicz
Piotr Alencynowicz (ur. 7 maja 1895  w Krakowie, zm. 1920 w Łodzi) – oficer Armii Imperium Rosyjskiego i Wojska Polskiego w II Rzeczypospolitej. Kawaler orderu Virtuti Militari.

## Życiorys
Urodził się w Narwiliszkach  w rodzinie Jana i Marceli z Nowosielskich. Absolwent gimnazjum w Wilnie i  korpusu kadetów we Włodzimierzu Wołyńskim. Jesienią 1915 został wcielony do Armii Rosyjskiej i walczył na froncie wschodnim. W 1916 awansowany na stopień chorążego.
1 sierpnia 1919 wstąpił do Wojska Polskiego.
Początkowo służył w batalionie zapasowym 1 Dywizji Litewsko-Białoruskiej, a od 25 sierpnia w 85 Wileńskim pułku strzelców. Tam, mianowany podporucznikiem, objął dowodzenie 1 kompanią strzelecką i na jej czele walczył w wojnie polsko-bolszewickiej. Szczególnie odznaczył się 1 sierpnia 1920 podczas walk odwrotowych spod Brańska. Tu, gdy nieprzyjaciel przerwał front, samorzutnie, na czele swojego pododdziału, zdecydowanym atakiem odrzucił siły bolszewickie.  Ciężko ranny, zmarł w szpitalu w Łodzi. Pochowany został na cmentarzu zarzewskim. Za czyny bojowe pośmiertnie odznaczony został Krzyżem Srebrnym Orderu „Virtuti Militari”.
Od 25 czerwca 1920 był żonaty z Nadzieją Smólską.

## Odznaczenia
- Krzyż Srebrny Orderu Virtuti Militari (nr 8047)